# ای‌آرای سن مارتین
ای‌آرای سن مارتین (به انگلیسی: ARA San Martín) یک کشتی بود که طول آن ۱۰۶٫۷ متر (۳۵۰ فوت ۱ اینچ) بود. این کشتی در سال ۱۸۹۶ ساخته شد.